# Teatrul Național Marin Sorescu din Craiova
Teatrul Național Marin Sorescu Craiova, cunoscut anterior sub numele de Teatrul Național din Craiova, este o instituție teatrală publică de cultură finanțată de Ministerul Culturii și Identității Naționale. Fondat în 1850, teatrul a fost denumit după omul de cultură și scriitorul de talie universală Marin Sorescu, în anii de după Revoluția din 1989. Actuala clădire a teatrului craiovean, un adevărat simbol arhitectural al orașului, creație a arhitectului Alexandru Iotzu, a fost inaugurată pe 21 aprilie 1973.

## Istorie
Teatrul Național din Craiova s-a înființat în anul 1850. În primele decenii de existență a realizat numai spectacole muzicale și vodeviluri precum Muza de la Burdujeni, Carantina, Nuntă țigănească, Rudele nevestei mele, Logofătul satului, Un amor romantic.
Certificatul de naștere al teatrului craiovean se regăsește în publicația „Vestitorul Românesc”, din 18 iulie 1850, care publica, sub semnătura lui Gheorghe Chițu acest anunț esențial: «Ziua de 29 iunie 1850 se nota în analele Craiovei cu deschiderea Teatrului». În acea zi au fost două reprezentații, după cum nota același cronicar, «două comedii originale, Duelurile și Piatra din casă, lucrate una de d. Costache Caragiali și alta de d. V. Alecsandri». Fondatorii teatrului craiovean sunt Costache Caragiali, refugiat din București, unde era suspect autorităților pentru a fi participat la Revoluția de la 1848, însoțit de actorii C. Serghie și C. Mihăileanu. Teatru se mai jucase la Craiova și până atunci, dar cei trei artiști fac un repertoriu cu o trupă de actori stabilă și joacă spectacole cu o anume ritmicitate la școala Lazaro-Oteteleșanu.
În perioada 1888-1911, teatrul craiovean a avut o valoroasă trupă de operetă, care a realizat spectacole cu creații ale compozitorilor vienezi, Strauss in primis.
După 1900, accentul este pus pe spectacolele dramatice, în principal clasicii dramaturgiei universale, cu precădere Shakespeare și Molière.
E condus, încă de la începuturile sale, de doi mari artiști: Costache Caragiale și Costache Mihăileanu.
În 1854, destinele instituției sunt încredințate lui Theodor Teodorini, artist cu studii dramatice făcute in Franța și Italia, care dincolo de realizarea unor spectacole de bună factură, creează o adevărată școală a teatrului românesc cu actori precum Aristizza Romanescu, Constantin Serghie, Romald Bulfinsky, Mișu Fotino, Remus Comăneanu etc.
Teatrul Național „Marin Sorescu” din Craiova a devenit un reper in viața teatrală românească la jumătatea anului 1956, când aici au fost angajați mulți dintre actorii „generației de aur” (Gheorghe Cozorici, Amza Pellea, Silvia Popovici, Constantin Rauțchi, Victor Rebengiuc, Dumitru Rucăreanu, Sanda Toma etc.), odată cu profesorul lor, regizorul Vlad Mugur.
Anii 1989-2004 au constituit un moment artistic deosebit, prin colaborarea cu regizorul Silviu Purcărete care a realizat aici: Piticul din grădina de vară de D.R. Popescu (1989), Ubu rex cu scene din Macbeth după Alfred Jarry și William Shakespeare (1990), Titus Andronicus de Shakespeare (1992), Phaedra (Fedra) după Seneca și Euripide (1993), Danaidele (1995) și Orestia (1998) după Eschil, A douăsprezecea noapte (2004) și Măsură după măsură (2008) după Shakespeare. Aceste spectacole, prezentate în peste 80 de turnee și festivaluri internaționale, au fost recompensate cu numeroase premii naționale și internaționale la care au contribuit actori de certă valoare precum Ilie Gheorghe, Valer Dellakeza, Leny Pințea Homeag, Tudor Gheorghe, Valentin Mihali etc.
În aceeași perioadă de timp, trupa teatrului a colaborat și cu alți regizori – Vlad Mugur, Gabor Tompa, Mihai Măniuțiu, Mircea Cornișteanu, Claudiu Goga, Laszlo Bocsardi.
Odată cu inaugurarea clădirii pe 21 aprilie 1973, Constantin Gheorghiu a fondat aici Muzeul Teatrului Național. În prezent, muzeul dispune de un fond documentar care acoperă o perioadă începând din 1837 (primele manifestări artistice în Craiova) și continuând până în prezent, și care cuprinde afișe, programe, fotografii, tablouri, schițe de decor și costume, costume și obiecte de recuzită ce ilustrează istoria artei spectacolului de-a lungul anilor, volume adnotate, caiete de regie și corespondență.
Membru al Convenției Teatrale Europene (CTE) din anul 1995, Teatrul Național „Marin Sorescu” din Craiova este primul teatru dintr-o țară din Europa Centrală și de Răsărit care intră în componența acestei asociații internaționale de breaslă, impunându-se prin spectacolele sale în elita mișcării teatrale românești și europene.
Este demn de menționat că la Bruxelles, teatrul craiovean era invitat, în 1996, să-și prezinte spectacolele în ciclul „Mari Teatre ale Europei”. În mai 1997, faimoasa revistă britanică „The Stage” scria despre Teatrul Național din Craiova: „Te întrebi uneori dacă această companie nu este cea mai bine alcătuită, de la Berliner Ensemble al lui Brecht, sau poate de la Royal Shakespeare Company a lui Peter Brook”.
Anul 1988 este cel în care Emil Boroghină vine ca director al TNC și, după cum spune chiar el, împreună cu Silviu Purcărete, a scris una dintre cele mai frumoase și incredibile pagini din istoria Naționalului craiovean și a teatrului românesc: „Marile spectacole ale anilor 1988 și 1989 s-au numit „Mobilă și durere” în regia lui Cristian Hadjiculea, „Unchiul Vanea” al lui Mircea Cornișteanu, „Piticul din grădina de vară” în direcția de scenă a lui Silviu Purcărete, „Arca Bunei Speranțe”, montat de Aureliu Manea. Perioada 1990-2000 a însemnat impunerea Naționalului craiovean în prim planul mișcării teatrale românești și apoi a celei europene și chiar mondiale. Excepționalele spectacole ale lui Silviu Purcărete, „Ubu Rex cu Scene din Macbeth”, „Titus Andronicus”, cu marele actor Ștefan Iordache în rolul principal, iar „Phaedra”, „Danaidele”, „Orestia”, „Cum doriți sau Noaptea de la spartul târgului”, „Măsură pentru măsură”, „O furtună”, purtând semnătura aceluiași mare regizor, au însemnat tot atâtea recunoașteri internaționale, participări la cele mai importante festivaluri ale lumii".
Un important moment al istoriei acelei perioade a teatrului îl reprezintă fondarea Festivalului Internațional Shakespeare, în anul 1994. Primele cinci ediții s-au desfășurat o dată la trei ani, iar din 2006, manifestarea are loc o dată la doi ani. Cea mai recentă ediție, a XI-a, a avut loc în anul 2018, sub genericul Planeta Shakespeare.
Complexă manifestare culturală, Festivalul Internațional Shakespeare este privit acum drept unul dintre marile festivaluri Shakespeare ale lumii, în cadrul căruia s-au jucat excepționale spectacole regizate de Declan Donellan, Eimuntas Nekrosius, Peter Brook, Robert Wilson, Lev Dodin, Eugenio Barba, Pipo Delbono, Yoshihiro Kurita, Oskaras Khorsunovas, Thomas Ostermeier, Silviu Purcărete, Yuri Butusov, Max Webster, Yukio Ninagawa, Robert Lepage. Dimensiunea științifică deosebit de importantă a Festivalului Internațional Shakespeare s-a manifestat prin intermediul sesiunilor de shakespearologie, seminariilor științifice și atelierelor de teatrologie, realizate în colaborare cu Asociația Internațională a Criticilor de Teatru. Prilejuită de aceste manifestări, este notabilă prezența la Craiova a unora dintre cei mai importanți shakespearologi ai lumii: Stanley Wells, Paul Edmonson, Michael Dobson, Andrej Zurowski etc.
Odată cu anul 2000, sub directoratul lui Mircea Cornișteanu s-au lansat noi proiecte importante la nivel național și internațional: „Valori ale teatrului românesc, valori ale teatrului european”, manifestare culturală la care au participat invitați din peste 30 de țări ale Europei; proiectul „Tineri regizori, tineri scenografi”, ajuns la cea de-a IX-a ediție; „Întâlnirile SpectActor”, „Colocviile Ion D. Sîrbu”, proiectul de spectacole-lectură „Autorii sunt în sală”, „Duminici de poezie în teatru”, „Clubul Dramaturgilor Craioveni”, „Adunarea Poeților și a SpectActorilor Craioveni”, editarea revistei teatrului – „SpectActor”, una dintre puținele reviste de specialitate din țară (editor-fondator, Nicolae Coande).
Teatrul Național „Marin Sorescu” din Craiova este singurul teatru din România care a fost decorat în anul 2004 cu Ordinul „Meritul Cultural” în rang de Comandor, „în semn de apreciere deosebită pentru realizările de excepție ale colectivului TNC, care au făcut din această instituție culturală una dintre cele mai renumite scene ale României”. În anul 2020, la împlinirea celor 170 ani de existență, Teatrul Național Marin Sorescu a primit decorația „Meritul Cultural” în grad de Mare Ofițer, categoria D – Artele Spectacolului, în semn de apreciere pentru contribuția importantă avută la dezvoltarea culturală a țării noastre, pentru dăruirea cu care s-a ilustrat în viața culturală, prin promovarea unei educații artistice de calitate în rândul tinerelor generații dovedind excelența la nivel național și internațional.În același an, Custodele Coroanei Române, Principesa Margareta, a conferit Naționalului craiovean decorația regală „Nihil Sine Deo" în cadrul unei ceremonii desfășurată la Palatul Elisabeta.
Ca o încununare a activității ultimilor ani, ca o recunoaștere a valorii echipei artistice și tehnice, în anul 2014, regizorul Robert Wilson a acceptat să colaboreze cu Teatrul Național „Marin Sorescu”, punând în scenă spectacolul „Rinocerii”, de Eugène Ionesco. Venirea sa la Craiova a reprezentat cel mai important proiect teatral derulat în ultimii ani în România.
Prima ediție a a Festivalului Internațional al Tinerilor Regizori, inițiată în 2017, sub directoratul lui Alexandru Boureanu,  a reunit facultățile de teatru din România, Bulgaria, Serbia, în dorința de a sublinia potențialul artistic de viitor al școlilor de teatru din România și Europa Centrală și de Est. Alături de Teatrul Național „Marin Sorescu” din Craiova și Universitatea din Craiova, organizatori ai acestui festival au fost Uniunea Teatrală din România, Universitatea Națională de Artă Teatrală și Cinematografică „I. L. Caragiale” (U.N.A.T.C.) și Casa Studenților Craiova.

## Turnee realizate
- 1991 - "Festivalul Internațional de la Edinburg" (Scoția) - Ubu Rex cu scene din Macbeth după Alfred Jarry și William Shakespeare, regia, scenariul și scenografia Silviu Purcărete, spectacol premiat
- 1992 - Teatrul The Globe din Tokio (Japonia) - Titus Andronicus de William Shakespeare, regia Silviu Purcărete, scenografia Ștefania Cenean
- 1993 - Teatrul Jean Duceppe, "Festivalul Teatrului Americilor de la Montreal" (Canada) - Titus Andronicus de William Shakespeare, regia Silviu Purcărete, scenografia Ștefania Cenean, spectacol premiat

- "Festivalul Theater der Welt", Munchen (Germania)- Ubu Rex cu scene din Macbeth după Alfred Jarry și William Shakespeare, regia, scenariul și scenografia Silviu Purcărete, Titus Andronicus de William Shakespeare regia Silviu Purcărete, scenografia Ștefania Cenean
- 1994 - Teatrul Sergio Cardoso, Festivalul Internațional al Artelor Scenice de la Sao Paolo (Brazilia) - Titus Andronicus de William Shakespeare, regia Silviu Purcărete, scenografia Ștefania Cenean, spectacol premiat

- Convento do Beato, "Festivalul de Teatru de la Lisabona" (Portugalia) - Capitala culturală a Europei (1994) - Phaedra dupa Eschil și Euripide, regia Silviu Purcărete
- 1995 - Teatrul Esch-Alzette, "Festivalul Convenției Teatrale Europene de la Luxemburg" - Capitala culturală a Europei (1995) - Piticul din gradina de vară de Dumitru Radu Popescu, regia Silviu Purcărete

- Riverside Studios, "Festivalul internațional de Teatru de la Londra" (LIFT) Anglia - Phaedra după Eschil si Euripide, regia Silviu Purcărete
- Dancehouse, Manchester (Anglia) - Phaedra după Eschil și Euripide, regia Silviu Purcărete, spectacol premiat
- "Theatre Municipal", "Festivalul de la Avignon"(Franța) - Ubu Rex cu scene din Macbeth după Alfred Jarry și William Shakespeare, regia, scenariul și scenografia Silviu Purcărete, Titus Andronicus, de William Shakespeare, regia Silviu Purcărete, scenografia Ștefania Cenean
- 1996 - Museum Quartier, "Festivalul vienez de Teatru" (Austria) - Danaidele după Eschil, regia și scenariul Silviu Purcărete, scenografia Ștefania Cenean

- "Festivalul de teatru de la Dublin"(Irlanda) - Danaidele după Eschil, regia si scenariul Silviu Purcărete, scenografia Stefania Cenean, spectacol premiat
- 1997 - "Festivalul Lincoln Center" (Statele Unite) - Danaidele, după Eschil, regia și scenariul Silviu Purcărete, scenografia Ștefania Cenean

- "Festivalul Convenției Teatrale Europene de la Stockholm" (Suedia)- Titus Andronicus de William Shakespeare regia Silviu Purcărete, scenografia Ștefania Cenean, spectacol premiat
- Iona de Marin Sorescu, un spectacol de Ilie Gheorghe, scenografia Gabriel Mănescu
- Teatrul Național din Seul, "Festivalul Teatrul Națiunilor de la Seul" (Coreea de Sud) - Phaedra după Eschil și Euripide, regia Silviu Purcărete
- 1998 - "Festivalul de la Bergen" (Norvegia) - Titus Andronicus de William Shakespeare, regia Silviu Purcărete, scenografia Ștefania Cenean

- "Festivalul Internațional de la Edinburg" (Scoția) - Orestia după Eschil, regia Silviu Purcărete
- 1999 - Festivalul Euroscene de la Leipzig (Germania)- Phaedra după Eschil și Euripide, regia Silviu Purcărete

- "Festivalul Convenției Teatrale Europene de la Nisa" (Franța) - Careul de Constantin Voiculescu, regia Constantin Dicu, scenografia Viorel Penișoară-Stegaru.
- 2000 - "Festivalul de Teatru Experimental de la Cairo" (Egipt) - Nașterea de Constantin Voiculescu, regia Bogdan Cristian Drăgan, scenografia Viorel Penișoară Stegaru
- 2003 - Chișinău(Moldova), Eugen Ionescu Theatre, Bienala BITEI - Revizorul de Gogol, regia Claudiu Goga, scenografia Lia Dogaru
- 2004 - Nova Gorica(Slovenia), "National Theatre Festival Mejnifest", Gorizia(Italia)- Așa este(dacă vi se pare) de Luigi Pirandello, regia Vlad Mugur, scenografia Lia Mantoc, Helmut Sturmer, Ilona Jaro-Varga

- Centre Dramatique Friburgeois - Theatre des Osses(Elvetia) - Therese Raquin de Emile Zola, regia Gisele Sallin, scenografia Jean Claude de Bemels
- 2005 - "Adana Theatre Festival"(Turcia) - Hotel Europa, complet de Matei Visniec, regia Șerban Puiu, scenografia Lia Dogaru

- Gyula(Ungaria)- "International Shakespeare Festival" - Cum doriți sau Noaptea de la spartul târgului după W. Shakespeare, regia si scenografia Silviu Purcărete
- 2006 - "Shakespeare Festival Bath"(Marea Britanie)- Cum doriți sau Noaptea de la spartul târgului după W. Shakespeare, regia si scenografia Silviu Purcărete

- "Săptamâna culturii românești" - Tel Aviv(Israel) - Cum doriți sau Noaptea de la spartul târgului după W. Shakespeare, regia si scenografia Silviu Purcărete, D`ale carnavalului de I. L. Caragiale, regia Mircea Cornișteanu
- "Festivalul BITEI" Chișinău(Republica Moldova) - Romeo și Julieta de W. Shakespeare, regia Yiannis Paraskevopoulos, scenografia Lia Dogaru, Oratorii pisicilor turbate, după I L Caragiale, regia Ilie Gheorghe
- "Varna Summer Festival" - Varna(Bulgaria)- Cum doriți sau Noaptea de la spartul târgului după W. Shakespeare, regia si scenografia Silviu Purcărete
- "Festivalul Shakespeare de la Gdansk" (Polonia) - Cum doriți sau Noaptea de la spartul târgului, după W. Shakespeare, regia Silviu Purcărete
- "Festivalul Internațional de Teatru MESS" - Sarajevo(Bosnia)- Cum doriți sau Noaptea de la spartul târgului, după W. Shakespeare, regia Silviu Purcărete
- "Festivalul BACKSTAGE" - Saint Etienne(Franța)- Olimp in cârje de Dragan Stankovic, regia Mircea Cornișteanu
- 2007 - "International Adana Theatre Festival" - Adana(Turcia) - Romeo și Julieta, de W. Shakespeare, regia Yiannis Paraskevopoulos

- "Theatre Festival of South-Eastern Europe" - "Festivalul Teatrelor din Sud-Estul Europei" - Salonic(Grecia) - Medeea de Euripide, regia Yiannis Paraskevopoulos

## Premii obținute
- 1991: Premiul Criticii pentru cel mai bun spectacol și Premiul Fundației Hamada pentru excelența artistică, în cadrul Festivalului Internațional de la Edinburg, pentru "Ubu Rex" cu scene din Macbeth
- 1993: Premiul Criticii pentru cel mai bun spectacol străin, din partea Asociației Criticilor de Teatru din Quebec, pentru "Titus Andronicus"
- 1995: Premiul pentru cel mai bun spectacol străin, acordat de Manchester Evening News, pentru "Phaedra"
- 1996: Diploma și Medalia Academiei Braziliene de Artă, Cultură si Istorie, pentru "Phaedra"

Premiul Criticii pentru cel mai bun spectacol străin prezentat in cadrul Festivalului de Teatru de la Dublin, pentru "Danaidele"
- 1997: Premiul Svenska Dagbledes pentru cel mai bun spectacol prezentat in cadrul Festivalului Convenției Teatrale de la Stockholm, pentru "Titus Andronicus"
- 1999: Cupa și Diploma Fundației Theatrum Gedanense (Polonia), pentru "Titus Andronicus" și "Timon din Atena"
- 2000: Premii UNITER: Premiul Criticii, al AICT, secția română, echipei care a realizat "Slugă la doi stăpâni" de Carlo Goldoni(regia Vlad Mugur, scenografia Helmut Sturmer, Lia Mantoc, Ilona Jaro-Varga)

Premiul pentru cea mai buna regie(Vlad Mugur - "Slugă la doi stăpâni")
Premiul pentru cel mai bun actor al stagiunii 1999-2000 (Valer Dellakeza - Truffaldino - "Slugă la doi stăpâni")
Diploma de excelență acordată Teatrului Național Craiova de către secția română a AICT
Diploma de excelență a secției române a AICT acordată lui Emil Boroghină, director general al teatrului
Diploma secției române a AICT acordată autorilor Istoriei Teatrului Național din Craiova, Alexandru Firescu si Constantin Gheorghiu
Diplomă acordată de Teatrul Național din Cluj pentru Emil Boroghină
Diplomă acordată de Teatrul Național din Cluj pentru Silviu Purcărete
Premiul Fundației pentru teatru și film TOFAN pentru Vlad Mugur- cea mai importantă personalitate teatrală a anului 2000
Sorin Leovean a fost desemnat de Vlad Mugur drept o tânară speranță a teatrului românesc
- 2001: Premiul pentru cea mai bună scenografie pentru Helmut Sturmer, Lia Mantoc și Ilona Jaro-Varga("Așa este(dacă vi se pare)" de Luigi Pirandello, regia Vlad Mugur

Premiul criticii din partea AICT, Secția Română, acordat lui Sorin Leoveanu pentru rolurile Hamlet(TN Cluj) și Hlestakov(Revizorul-TN Craiova la Festivalul Național de Teatru, București, ediția a XI-a
Premiul criticii, din partea AICT, secția română.
Premiul special pentru cartea de teatru: Istoria Teatrului Naional din Craiova de Alexandru Firescu și Constantin Gheorghiu, "Titus Andronicus" -un spectacol de Silviu Purcărete și Monografia unui eveniment teatral- "Ubu Rex" cu scene din Macbeth de Patrel Berceanu
- 2002: Marele Premiu-Festivalul Național de Comedie de la Galați- "D`ale carnavalului" de I.L. Caragiale, regia Mircea Cornișteanu

Premiul pentru decor- Valeriu Moisescu
- 2004: Gala Premiilor UNITER: Premiul pentru intreaga activitate(critica si istorie teatrala) pentru Constantin Gheorghiu și Alexandru Firescu

Ordinul Meritul Cultural in grad de Comandor, acordat Teatrului Național Craiova (la categoria arta spectacolului), acordat de către Președintele României
- 2005: Premii UNITER: Premiul pentru cel mai bun actor in rol principal (Ilie Gheorghe-Harpagon-Avarul, Molière)

Premiul pentru cea mai bună regie(Silviu Purcărete - "Cum doriți sau Noaptea de la spartul târgului", după Shakespeare)
Premiul pentru cel mai bun spectacol- "Cum doriți sau Noaptea de la spartul târgului", după Shakespeare-regia Silviu Purcărete
Premiul TVR INTERNATIONAL pentru contribuția la promovarea artei teatrale românesti in lume
Premiul I.D.Sirbu pentru teatru - Mircea Cornișteanu
- 2006: Premiul de Excelență-Ilie Gheorghe("Iona")- Gala STAR - Bacău

Premiul special al Juriului la Festivalul Shakespeare de la Gdansk-Polonia - "Cum doriți sau Noaptea de la spartul târgului", după W. Shakespeare-regia Silviu Purcărete
Premiul Golden Wreath pentru regie pentru spectacolul "Cum doriți sau Noaptea de la spartul târgului" (Silviu Purcărete) și Premiul pentru cea mai bună interpretare a unui rol masculin (Ilie Gheorghe-Sir Toby)
Premiul pentru ingeniozitatea restituirii operei clasice - Rațușca cea urâta - Festivalul Internațional al Teatrului de animație Bucurii pentru copii - București
Premiul pentru teatru al revistei Mozaicul pe anul 2006 acordat actriței Cerasela Iosifescu
- 2007: Premiul Felix Aderca pentru artă neconvențională și inovație artistică oferit de revista Mozaicul actriței Adela Minae

Premiul Ion D. Sîrbu pentru artă teatrală oferit de revista Mozaicul scenografei Lia Dogaru

## Repertoriu
Producții în stagiunea 2008 - 2009
- Molière: Don Juan, Regia: Cornel Todea, Scenografia: Viorel Penișoară-Stegaru;
- Homer: Odysseia, Regia: Tim Caroll (Marea Britanie);
- Ken Ludwing: Se caută un tenor, Regia: Mircea Cornișteanu, Scenografia: Viorel Penișoară-Stegaru;
- Dale Wassermann: Omul din La Mancha, Regia: Cezar Ghioca, Scenografia: Ștefania Cenean, Conducerea muzicală: Marius Hristescu;
- Dumitru Dinulescu: Nunta lui Puiu,Regia : Mircea Cornișteanu.

## Directori
- Grigore Gabrielescu (1904–1907, ca președinte)
- Virgil Broscărescu (1907–1909, ca președinte)
- Al. G. Olteanu (1909–1911)
- Isidor B. Chețeanu (1911, pentru trei luni)
- Emil Gârleanu (12 iunie 1911 – iunie 1914)[1]
- Al. G. Olteanu (16 iulie 1914 – 1916)
- Ion Anestin și Al. Nanu (1916–1918, în perioada ocupației germane, când trupa se refugiase la Iași)
- Al. G. Olteanu (1918–1920)
- C.N. Cantuniari (1918, cu delegație, pentru trei luni)
- Vasile G. Săndulian (noiembrie 1920 – aprilie 1922)
- Ștefan Gh. Boțoiu (aprilie – august 1922)
- Iancu Constantinescu (august – 21 octombrie 1922)
- Grigore Drăgoescu (21 octombrie 1922 – 15 aprilie 1926)
- Ion Dongorozi (15 aprilie 1926 – 15 august 1927)
- Ștefan Gh. Boțoiu (15 august 1927 – 1 februarie 1928)
- Dumitru (Dem.) Tomescu (1 februarie – 26 noiembrie 1928)
- Alexandru Lăzeanu (26 noiembrie 1928 – iulie 1930)
- A. de Herz (11 august 1930 – 1935)
- Ștefan Gh. Boțoiu (1942–1944)
- Tiberiu Iliescu (1944–1946)
- Geo Dumitrescu (1946–1947)
- Romald Bulfinsky și Remus Comăneanu (1947–1948, cu delegație)
- Marin Iorda (26 octombrie 1948 – iunie 1949)
- Ilie Rizea (1949–1953)
- Epaminonda Lavric (iunie 1953 – noiembrie 1954)
- Tiberiu Penția (17 martie 1954 – 6 octombrie 1956)
- Manu Nedeianu (1956–1962)
- Alexandru Dincă (1962–1963, cu delegație)
- Călin Florian (1963–1965)
- Nicolae Radu (1965–1969)
- Alexandru Dincă (1969–1973, cu delegație)
- Amza Pellea (21 martie 1973 – 24 septembrie 1974)
- Alexandru Dincă (1974 – 23 februarie 1988)
- Emil Boroghină (23 februarie 1988 – 20 decembrie 2000)
- Mircea Cornișteanu (decembrie 2000 – ianuarie 2016)
- Alexandru Boureanu (din ianuarie 2016)

## Aprecieri critice
- "Teatrul din Craiova a adus atâta fantezie și forță, bucurie în interpretare și uimitoare inteligență, încât chiar profesioniștii din teatru, obosiți de atâtea căutări, vibrează de emoție, ca după o infuzie bruscă de adrenalină."

(Zeit Magazin, iunie 1993, Germania)
- "Din România vine Teatrul Național din Craiova. Ca orice occidental sătul, ești convins că, pe acolo, oamenii mor de foame și de frig, iar Craiova nu-i decât un fund de provincie; așadar, ce fel de teatru s-ar putea face acolo? Dar odată ajuns, te cuprinde rușinea de propria ta aroganță. Ei vor prezenta la Munchen două spectacole senzaționale: "Ubu" și "Titus Andronicus."

(Renate Klett - directoarea Festivalului de Teatru din Munchen, 1993)